# Forza Horizon 4
Forza Horizon 4 – komputerowa gra wyścigowa w otwartym świecie, stworzona przez brytyjskie studio Playground Games. Gra została wydana 2 października 2018 r. na Xbox One oraz Microsoft Windows, 10 listopada 2020 na Xbox Series X/S, a także 9 marca 2021 na Steamie przez Xbox Game Studios. Akcja rozgrywa się w świecie stylizowanym na Wielką Brytanię.
Wydawca zapowiedział wycofanie gry ze sprzedaży 15 grudnia 2024 ze względu na wygaśnięcie umów licencyjnych.

## Rozgrywka
Forza Horizon 4 oddaje do dyspozycji gracza rozległy otwarty świat zawierający wirtualne reprezentacje Edynburga, Lake District, Cotswolds oraz innych miejsc. Produkcja oferuje ponad 700 licencjonowanych samochodów do wyboru. Do użytku gracza został też oddany kreator własnych tras wyścigowych.
W grze jest system pór roku, które zmieniają się co 7 dni. Każda z nich zmienia rozgrywkę. Na przykład zimą zamarzają jeziora, więc gracz zyskuje możliwość dojechania do miejsc niedostępnych podczas innych pór roku, a jesienią drogi są zazwyczaj mokre, co zmniejsza przyczepność.

## Dodatki
W grudniu 2018 roku został wydany dodatek zatytułowany „Fortune Island”, który dodał nową mapę oraz kilka nowych samochodów, m.in. Lamborghini Urus. Na targach Electronic Entertainment Expo 2019 został zapowiedziany nowy dodatek – LEGO Speed Champions, który został wydany 13 czerwca 2019. Zawiera on nową mapę stworzoną z klocków Lego i grywalne samochody z serii Speed Champions, m.in. Porsche, Mini czy Ferrari.